# ニュー・グルーヴ・ジャズ・オーケストラ
ニュー・グルーヴ・ジャズ・オーケストラは、島根県松江市を中心に活動するジャズ演奏を行うアマチュアビッグバンド（フルバンド）。
2004年1月結成。

## メンバー
- 初代バンドマスター：吾郷甲
- 初代コンサートマスター：井川晶博
- 現在は2代目バンドマスター：山本幸宏および2代目コンサートマスター：市岡博を中心に運営

各セクションは以下のとおり。
- サックスセクション
  - 1stアルト：市岡博
  - 3rdアルト：永井弥生
  - 2ndテナー：山本幸宏
  - 4thテナー：井川晶博
  - 5thバリトン：飯塚桃子